# Sadies trifasciata
Sadies trifasciata là một loài nhện trong họ Salticidae.
Loài này thuộc chi Sadies. Sadies trifasciata được Fred R. Wanless miêu tả năm 1984.